# Nättraby
Nättraby is een plaats in de gemeente Karlskrona in het landschap Blekinge en de provincie Blekinge län in Zweden. De plaats heeft 3053 inwoners (2005) en een oppervlakte van 277 hectare.

## Verkeer en vervoer
Bij de plaats loopt de E22/Riksväg 27.